# Nazar Baýramow
Nazar Baýramow (ur. 4 września 1982 roku w Turkmeńskiej SRR, ZSRR) - turkmeński piłkarz występujący na pozycji pomocnika w klubie Qizilqum Zarafshon.